# گیاه‌پارچ سوماترا
گیاه‌پارچ سوماترا (نام علمی: Nepenthes sumatrana)، یک گونه از سرده گیاه‌پارچ‌ها است.